# Морган Фэрчайлд
Морган Фэрчайлд (англ. Morgan Fairchild, наст. имя Пэтси Энн Мак-Кленни; род. 3 февраля 1950, Даллас) — американская актриса. Она добилась наибольшего успеха в конце семидесятых и восьмидесятых благодаря ролям стильных и гламурных женщин в кино и на телевидении. Она является членом правления «Гильдии киноактёров США».

## Ранняя жизнь

Морган Фэрчайлд в 2007 году

Пэтси Энн Мак-Кленни родилась в Далласе, штат Техас. Будучи ребёнком, перенесла скарлатину, вследствие чего частично потеряла слух.

## Карьера

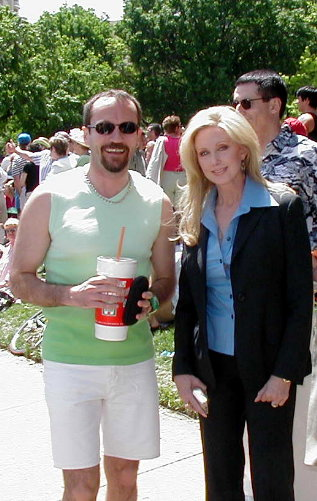
В 2006 году на публичном выступлении в Далласе

В середине семидесятых годов она начала активно сниматься на телевидении, она появилась во множестве успешных шоу того времени. В 1978 году она появилась в сериале «Даллас» (в роли Дженны Уэйд) и имела постоянную роль в комедии «Морк и Минди».
В 1980 году она получила главную роль в драме «Фламинго-роуд», за участие в котором была номинирована на «Золотой глобус». После успеха она снялась в ряде Голливудских фильмов а также продолжала появляться на телевидении, играя главные роли в таких сериалах как «Бумажные куклы» и «Фэлкон Крест». В 1985 и 1986 году она появилась в мини-сериале «Север и Юг». Снялась в телефильме «Творческий тупик» (1991).
В 1994 году она появилась в неожиданной рекламной кампании одежды «Old Navy» вместе с давней конкуренткой Джоан Коллинз. Этот проект и образ гламурной стервы был настолько успешен, что впоследствии актриса появилась во множестве других рекламных проектах.
В последние годы она появилась в качестве приглашенной звезды в таких телесериалах как «Друзья», «Няня», «Два с половиной человека», «Меня зовут Эрл», «Чак», «Части тела», «Закон и порядок: Специальный корпус» и ряде других.

## Личная жизнь
Хотя Морган Фэрчайлд часто меняла мужчин, замужем она была лишь однажды, за Джеком Калмисом с 1967 по 1973 год. В начале восьмидесятых у неё был роман с сенатором, а затем и кандидатом в президенты США Джоном Керри. Она также состояла в отношениях с продюсером Марком Зайлером на протяжении более двадцати пяти лет. Она говорит, что не планирует больше выходить замуж. У неё нет детей. В начале семидесятых она была похищена преступниками и некоторое время находилась в заточении.

## Фильмография
- 1973—1977 — В поисках завтрашнего дня/Search for Tomorrow — Дженнифер Пейс[англ.]
- 1977 — Счастливые дни/Happy Days — Синтия Холмс (один эпизод)
- 1978 — Посвящение Сары/The Initiation of Sarah — Дженнифер Лоуренс
- 1978 — Женщина-полицейский/Police Woman — Черил (один эпизод)
- 1978 — Даллас/Dallas — Дженна Уэйд (два эпизода)
- 1978 — Авантюра/Escapade — Сьюзи
- 1979 — Убийство в Мьюзик Сити/Murder in Music City — Дана Морган
- 1980 — Воспоминания Евы Рикер/The Memory of Eva Ryker — Лиза Эддингтон
- 1980—1982 — Фламинго-роуд/Flamingo Road — Констанс Уэлдон
- 1981 — Девушка, золотые часы и динамит/The Girl, the Gold Watch & Dynamite — Стелла Уоркер
- 1982 — Частный детектив Магнум/Magnum, P.I. — Алекс Хьюстон/Катерин Хэйли
- 1982 — Соблазнение/The Seduction — Джейми Дуглас
- 1982 — Бумажные куклы/Paper Dolls — Расин
- 1983 — Отель/Hotel — Кэрол (один эпизод)
- 1984 — Бомба замедленного действия/Time Bomb  — Renee DeSalles
- 1984 — Сумасшедшие приключения Робин Гуда[англ.]/The Zany Adventures of Robin Hood — Леди Мэриан
- 1985 — Большое приключение Пи-Ви/Pee-wee’s Big Adventure — Дотти
- 1985 — Север и Юг/North and South — Бардетта Халлоран
- 1986 — Север и Юг 2/North and South, Book II — Бардетта Халлоран
- 1986 — Рыжий незнакомец/Red Headed Stranger — Райша Шэй
- 1985—1986 — Фэлкон Крест/Falcon Crest — Джордан Робертс
- 1987 — Человек с кампуса/Campus Man — Катерин ван Бюрен
- 1987 — Спящая красавица/Sleeping Beauty — Королева
- 1987 — Смертельная иллюзия/Deadly Illusion — Джейн Мэллори/Шэрон Бёртон
- 1988 — Полуночный полицейский/Midnight Cop — Лиза
- 1988 — Улица мечты/Street of Dreams — Laura Cassidy/Eva Bomberg
- 1989 — Наваждение Сары Харди/The Haunting of Sarah Hardy — Люси
- 1989 — Призрак супермаркета: Месть Эрика/Phantom of the Mall: Eric’s Revenge — Карен Уилтон
- 1991 — Шерлок Холмс и примадонна/Sherlock Holmes and the Leading Lady — Ирэн Адлер
- 1991 — Творческий тупик/Writer’s Block — Magenta Hart
- 1993 — Уроды/Freaked (камео)
- 1993 — По мотивам того, чего не было/Based on an Untrue Story — Сатин Шоу
- 1994 — Голый пистолет 33⅓: Последний выпад/Naked Gun 33⅓: The Final Insult (камео)
- 1995—2001 — Друзья/Friends — Нора Бинг
- 1995 — Восход Венеры/Venus Rising — Пэйтон
- 1995 — Бандитские души/Criminal Hearts — окружной прокурор
- 1998 — Святоша/Holy Man (камео)
- 2000 — Заложники/Held for Ransom — миссис Киркланд
- 2002 — Пикник у медвежонка Тэдди/Teddy Bears' Picnic — Кортни Вандерминт
- 2002 — Я был подростком Фаустом/I Was a Teenage Faust — Вавилония
- 2004 — Лето Аризоны/Arizona Summer — Дебби
- 2006 — Удар по системе/Shock to the System — Филлис Хэйл
- 2006 — Посвящение Сары/The Initiation of Sarah — Трина Гудвин
- 2010 — Крошка из Беверли-Хиллз 2/Beverly Hills Chihuahua 2 (камео)
- 2010 — Медовый месяц/Life’s a Beach — Фелисия Уолд
- 2011 — Химия/Chemistry — мать Майкла
- 2012 — Весенние каникулы '83/Spring Break '83 — мать Мауса
- 2012 — Американский дом ужасов / American Horror House — мисс Марго / Розмари
- 2012 — Идеальный конец / A Perfect Ending — Валентина
- 2013 — Чемпионат страны среди такс / Wiener Dog Nationals — мисс Мерривезер
- 2014 — Месть / Revenge — Тереза